# Asceles pumila
Asceles pumila är en insektsart som beskrevs av Werner 1934. Asceles pumila ingår i släktet Asceles och familjen Diapheromeridae. Inga underarter finns listade i Catalogue of Life.